# Jacques Chaussier
Jacques Chaussier est un homme politique français né le 7 juin 1835 à Damerey (Saône-et-Loire) et décédé le 26 août 1914 à Damerey.

## Biographie

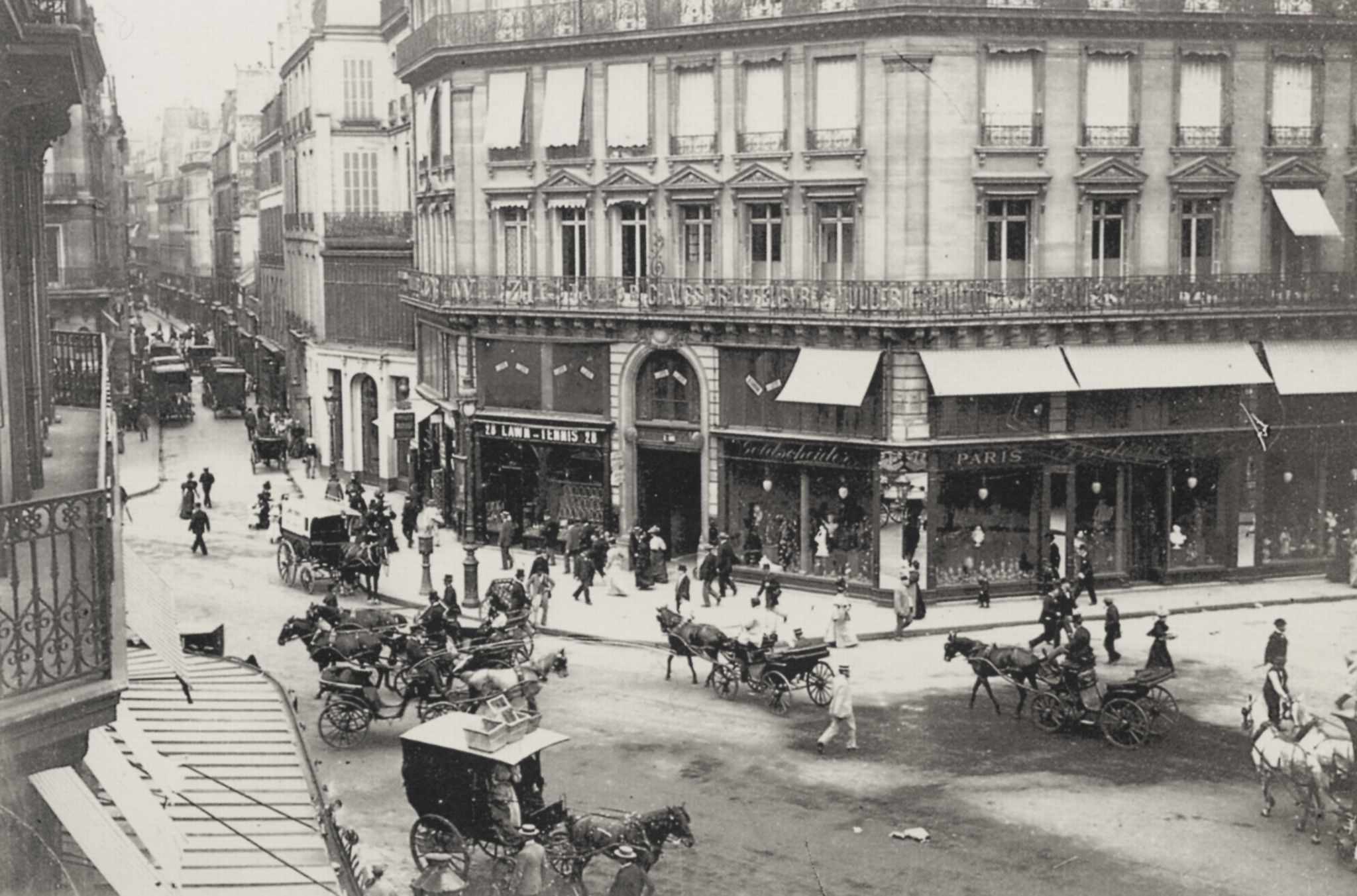
L'immeuble 28, avenue de l'Opéra avec le nom de la maison Chaussier & Muller affiché sur le garde-corps du bel étage, après 1891.

Fils du maire de Damerey, chef du parti radical en 1848, opposant à l'Empire et révoqué après le 16 mai 1877, il dirige à Paris la maison de commerce Chaussier & Muller (fournitures pour tailleurs en gros), 28, avenue de l'Opéra. En 1892, il est élu conseiller général du canton de Saint-Martin-en-Bresse (Saône-et-Loire) et est député de Saône-et-Loire de 1900 à 1914, inscrit au groupe Radical-socialiste. Il ne se représente pas lors des élections législatives de 1914 et meurt peu après.

## Sources
- « Jacques Chaussier », dans le Dictionnaire des parlementaires français (1889-1940), sous la direction de Jean Jolly, PUF, 1960 [détail de l’édition]